# Neodon leucurus
Neodon leucurus is een zoogdier uit de familie van de Cricetidae. De wetenschappelijke naam van de soort werd voor het eerst geldig gepubliceerd door Blyth in 1863.

## Voorkomen
De soort komt voor in China, India en Nepal.